# Vlatko Mitkov
Vlatko Mitkov (mazedonisch Влатко Митков; * 16. August 1981 in Štip, SR Mazedonien, SFR Jugoslawien) ist ein Handballspieler mit österreichischer Staatsbürgerschaft.
Vlakto Mitkov begann als 13-Jähriger in seiner Heimatstadt mit dem Handballspiel. Schnell fiel er auf und wechselte zum Erstligisten RK Pelister Bitola. Hier wurde er 2002 mazedonischer Meister, gleichzeitig geriet er ins Visier ausländischer Vereine. 2003 wurde er von der SG Willstätt/Schutterwald verpflichtet, wo er drei Jahre blieb und sich nochmals steigerte. Anschließend heuerte Mitkov beim Erstligisten HSG Wetzlar an. Dort wusste er jedoch nicht zu überzeugen; im Sommer 2008 wechselte Mitkov zum Zweitligisten ASV Hamm. Im Januar 2010 wurde er vom Bundesligisten Balingen-Weilstetten unter Vertrag genommen. Im Sommer 2011 verließ er Balingen in Richtung Österreich, wo er einen Vertrag bei der HSG Raiffeisen Bärnbach/Köflach unterschrieb.
Ab Juni 2012 lief der Rückraumspieler für den UHK Krems in der Handball Liga Austria auf. 2018 erhielt der Rückraumspieler die österreichische Staatsbürgerschaft und wechselte zu Bregenz Handball. Meistens wird er im rechten Rückraum eingesetzt. Zur Saison 2020/21 wechselte er zum österreichischen Zweitligisten UHC Hollabrunn. 2022 übernahm Vlatko das Traineramt beim UHC Hollabrunn.
Vlatko Mitkov hat bisher 91 Länderspiele für die mazedonische Männer-Handballnationalmannschaft bestritten. Durch überraschende Siege in den Ausscheidungsspielen für die WM 2009 gegen Olympia-Finalist Island, qualifizierte er sich mit Mazedonien für die Endrunde in Kroatien. Außerdem kam er für Mazedonien bei der EM-Endrunde 2016 in Polen zum Einsatz. Die Mannschaft qualifizierte sich zwar für die Hauptrunde, wurde dort jedoch Gruppenletzter.

## HLA-Bilanz
| Saison    | Verein               | Spielklasse | Tore | 7-Meter        | Feldtore |
| --------- | -------------------- | ----------- | ---- | -------------- | -------- |
| 2011/12   | HSG Bärnbach/Koflach | HLA         | 149  | 8/14           | 141      |
| 2012/13   | UHK Krems            | HLA         | 125  | 22/35          | 103      |
| 2013/14   | UHK Krems            | HLA         | 130  | 6/11           | 124      |
| 2014/15   | UHK Krems            | HLA         | 137  | 3/3            | 134      |
| 2015/16   | UHK Krems            | HLA         | 163  | 11/11          | 152      |
| 2016/17   | UHK Krems            | HLA         | 157  | 19/25          | 138      |
| 2017/18   | UHK Krems            | HLA         | 82   | 0/0            | 82       |
| 2018/19   | Bregenz Handball     | HLA         | 106  | 37/54          | 69       |
| 2011–2019 | gesamt               | HLA         | 1049 | 106/153 (69 %) | 943      |